# スウェーデン国立図書館
スウェーデン国立図書館（スウェーデンこくりつとしょかん、スウェーデン語: Kungliga biblioteket、直訳すると「王立図書館」）は、スウェーデンの国立図書館である。スウェーデン語を使った国内のあらゆる出版物や音響映像作品、さらには海外で出版されたスウェーデンに関係するコンテンツを収集・保管している。学術図書館でもあるため、他国語の著作も多数収集している。

## コレクション
コレクションは2000万点を越える。書籍のほかに、ポスター、写真、写本、新聞などがある。音響映像コレクションとしては、700万時間以上の録画/録音媒体がある。
人文科学の学術図書館でもあり、考古学、歴史、文学研究、美術史など様々な分野の海外の文献のコレクションがある。
外国語で書かれたスウェーデンに関する文献やスウェーデン人が海外で制作に関わった作品などを購入しており、そのカテゴリを suecana と呼ぶ。1990年代中ごろからフロッピーディスクやCD-Rといった電子媒体の収集も始めており、電子書籍、電子ジャーナル、ウェブサイト、その他の電子文書を収集している。
1953年、サンクトペテルブルクとモスクワからロシア語の文献を大量に購入。それらの書籍がストックホルムにスラブ語図書館を作る基盤となった。1964年にはモスクワのレーニン図書館との合意によってこの関係が強化され、両国の出版物を交換することになった。

## 法定納本
スウェーデンの法定納本法により、スウェーデンの出版社は個々の出版物について、国立図書館と他の6つの学術図書館に1部ずつ納本する義務がある。音楽、映画、テレビ、ラジオについても、コピーを国立図書館に送らなければならない。場合によっては放送素材のサンプルだけを提出すればよい。
スウェーデン語の出版物を収集する義務は1661年、スウェーデン枢密院大法官庁からの布告によって定められた。この法定納本は、スウェーデン国内のあらゆる出版者が出版物を配布する前に必ず2部を大法官庁に送ることを義務付けていた。そのうち1部はスウェーデン国立公文書館 (Riksarkivet) に行き、もう1部は国立図書館に送られた。これは、出版物を後世に残したいということではなく、内容を検閲するために行われた。

## 図書館連携
国立図書館は高等教育と研究に情報を供給する責任があり、それには学術図書館や大学図書館が各種データベースへのアクセスを増大させるための中心的なライセンス契約を締結することも含まれる。
国立図書館はスウェーデン国内の図書館データベースシステム LIBRIS を開発・保守している。LIBRISはインターネット経由で自由にアクセスでき、スウェーデンの300の図書館の蔵書500万点以上を検索できる。
スウェーデン国内のISBNの管理は国立図書館内の部門が行っており、スウェーデン語のプレフィックス 91-（および 978-91-）が付くISBNの割り当てを行っている。

## 利用
誰でも利用できるが、コレクションの閲覧を行うには18歳以上でなければならない。コレクションは館外に貸し出すことはできず、閲覧室で閲覧しなければならない。ただし、スウェーデン以外の国で出版された、スウェーデンと関係のない資料については館外貸し出しを行っている。
ストックホルム中心部のフムレゴーデンという公園内に図書館の建物がある。

## 歴史
今日スウェーデン国立図書館として知られるものの起源は16世紀のグスタフ1世の時代に遡る。グスタフ1世は歴史、科学、技術など様々な分野の書籍や地図を収集していた。そのコレクションは宮殿に置かれ、その後のエリク14世、ヨハン3世、カール9世が受け継いで拡充していった。書籍は海外で購入したものもあるが、宗教改革で弱体化したスウェーデン国内の修道院から没収したものも多い。グスタフ2世アドルフは1620年に王室の蔵書の一部を手放し、それがウプサラ大学図書館の基盤となった。
三十年戦争の際の戦利品でコレクションがさらに充実していった。例えば、1631年のヴュルツブルクの主教図書館からの略奪品、1642年のオロモウツ図書館からの略奪品、1949年のプラハの王立図書館からの略奪品などがある。その中には有名なギガス写本もある。女王クリスティーナは王位を去ってローマに移住する際にコレクションの大部分を持ち去った。しかし、王室の蔵書はカール10世の時代にも戦利品などで拡充されていった。
1661年の大法官庁の命により、スウェーデンの全出版者は全ての出版物を2部ずつ提供することになった。1つは国立公文書館に収められ、もう1つは国立図書館に収められる。これは、研究や保管のためというよりも検閲を目的としたものだった。
1697年には宮殿の火災で17,286冊の書籍と1,103点の写本が失われた。残ったのは6,700冊の書籍と283点の写本だけだった。その後それらの本はストックホルムの貴族の邸宅などで保管され、1768年には新たな王宮の北東翼に収められた。
古典公文書館が1780年に解体され、その蔵書の大部分が国立図書館に移された。1792年、グスタフ3世は14,500点の作品を個人の蔵書から寄贈し、4年後にはグスタフ4世アドルフが7,500点の作品を寄贈した。結果として、1814年までに国立図書館の蔵書数は40,000点に達した。
19世紀には、いくつかの大規模なコレクションが寄贈または購入され、国立図書館はさらに拡充していった。宮殿内のスペースは限られていたため、新たな場所が必要となってきた。1877年、フムレゴーデンに国立図書館専用の建物が建設された。1887年には電灯が設置されたが、完全に電化されたのは1964年のことである。
2020年には、コロナウィルスの影響から図書館の一般開放を取りやめ、予約訪問制を開始した。この措置は2021年9月まで続いた。

## 建物
当初、王室の蔵書は宮殿にあったが、1697年に焼失した。国立図書館がフムレゴーデン内の現在の建物に移転したのは、1877年12月から1878年1月にかけてのことである。Gustaf Dahl が設計した建物で、当時としては最新の鋳鉄技術を採用している。両翼の建物は1926年から1927年に増築された。
大幅な増改築を経て、1997年春に再オープンしている。地下に2つの大きな書庫が増築され、コレクションの大部分はそちらに移された。
新たに追加された別館には、講堂、展示室、マイクロフィルム閲覧室がある。マイクロフィルム閲覧室では、スウェーデンの全ての日刊紙、海外の様々な新聞をマイクロフィルムの形で閲覧可能である。

## 組織
スウェーデン国立図書館はスウェーデン教育科学省の監督下にある政府機関である。4年ごとに館長(Riksbibliotekarie)が交代し、2019年からKarin Grönvallが館長を務めている。
2009年1月1日、スウェーデン国立音楽・動画アーカイブが国立図書館に合併された。

## デジタル・コレクション
1997年3月24日以降、スウェーデン国立図書館では kulturarw3 プロジェクトの一環として World Wide Web のスウェーデンの部分を保管していた。著作権問題があるため、その内容は一般公開されていなかったが、国立図書館を訪れれば読み出し専用のコンピュータを使ってそのアーカイブを閲覧できる。
また、新聞社や出版者が発行する電子書籍や電子的な定期刊行物を自動的に収集することも行っている。同時に紙などの物理媒体をデジタイズするプロジェクトも行っている。
特に新聞のデジタルデータベースには、1645年からの主要な新聞紙がOCR処理されて保存されている。このデータベースには、国立図書館のマイクロフィルム閲覧室以外にも、スウェーデンの主要な大学からもアクセスできる。